# Çıldır
Çıldır là một huyện thuộc tỉnh Ardahan, Thổ Nhĩ Kỳ. Huyện có diện tích 878 km² và dân số thời điểm năm 2007 là 11901 người, mật độ 14 người/km².